# 콜럼버스 (2017년 영화)
《콜럼버스》(영어: Columbus)는 2017년 개봉한 미국의 드라마 영화이다. 코고나다의 감독 데뷔작이며, 그가 각본과 편집 또한 맡았다. 2017 선댄스 영화제에서 전세계 최초로 상영되었다.

## 출연

### 주연
- 존 조 ... 진 역
- 헤일리 루 리차드슨 ... 케이시 역

### 조연
- 파커 포시 ... 엘리노어 역
- 미쉘 포브스 ... 마리아 역
- 로리 컬킨 ... 가브리엘 역
- 짐 도허티 ... 아론 역

## 기타
- 미술: 다이애나 라이스
- 의상: 에밀리 모란
- 배역: 티나 커